# Tatort: Niemals ohne mich
Niemals ohne mich ist ein Fernsehfilm aus der Krimireihe Tatort. Der vom WDR produzierte Beitrag wurde am 22. März 2020 im Ersten ausgestrahlt. In dieser 1125. Tatort-Folge ermitteln die Kölner Kommissare Ballauf und Schenk ihren 78. Fall.

## Handlung
Monika Fellner, Mitarbeiterin des Kölner Jugendamtes und behördenintern bekannt für ihre sehr harte Linie beim Eintreiben von Unterhaltszahlungen geschiedener Elternteile, wird eines Nachts unweit ihrer Wohnung erschlagen aufgefunden. Ballauf und Schenk ermitteln und geraten in die Wirren mehrerer Familien, die zu den Klienten des Jugendamtes gehören.
Rainer Hildebrandt wurde von seiner Frau Katja mit ihrem gemeinsamen Chef betrogen. Sie wohnt in der Villa ihres neuen Lebensgefährten und ist offiziell arbeitslos gemeldet, um keinen Unterhalt für die zwei gemeinsamen Kinder zahlen zu müssen. Rainer wurde gekündigt und kämpft um das letzte, was ihm im Leben geblieben ist: das Sorgerecht für seine Kinder. Aufgrund eines von der ermordeten Fellner aufgenommenen Handyvideos, in welchem er sie bedroht, und einer Zeugenaussage, wonach sich ihre Wege in der Tatnacht gekreuzt haben, wird Rainer Hildebrandt zu einem Hauptverdächtigen für die Tat. Er selbst behauptet, Fellner nur aufgesucht zu haben, um sich bei ihr zu entschuldigen.
Ebenfalls ins Visier von Ballauf und Schenk gerät der Dachdecker Stefan Krömer, der Vater einer Tochter im Grundschulalter ist und deren Mutter Julia Beck – die sich seit der Trennung in einem niedrigbezahlten Versandjob durchschlägt und die Tochter allein großzieht – die Unterhaltszahlungen verweigert. Offiziell ist auch er arbeitslos, arbeitet allerdings in Schwarzarbeit als Dachdecker und protzt in sozialen Medien mit einem luxuriösen Lebensstil. Auch er war kurz vor Fellners Tod mit ihr aneinandergeraten und besitzt für den Tatzeitpunkt kein Alibi.
Die Ermittlungen werden zusätzlich erschwert, da die Amtsmitarbeiterin Ingrid Kugelmaier Ballaufs und Schenks Assistenten Jütte bei seinen Aktenermittlungen mehrmals in die Irre führt. Kugelmaier hat anders als Fellner mehrmals entgegen offiziellen Regeln für Familien Zuschüsse bewilligt. In ihrer Angst aufzufliegen, wendet sie sich an den Chef des Amts, Markus Breitenbach, der selbst nach außen hin ein Leben als Musterfamilienvater führt, sich aber zunehmend nervöser zeigt.
Eine Wende erhält der Fall, der bis dahin den beiden Ermittlern keine handfesten Spuren einbringt, als die junge alleinerziehende Mutter Tülay Firat die Aufmerksamkeit der Kommissare auf sich zieht, die ebenfalls zu den Kandidaten zählt, die regelmäßig von Fellner überprüft wurden. Im Zuge dieser Ermittlung findet Ballauf heraus, dass im selben Haus eine leerstehende Ein-Zimmer-Wohnung beim Kölner Jugendamt für gleich drei Frauen mit insgesamt sieben Kindern für Unterhaltszahlungsvorschüsse gemeldet ist.
Die Spur führt daraufhin zum Amtschef Breitenbach, der diese Briefkastenadresse nutzt, um im großen Stil Zahlungen zu gewähren, die er sehr wahrscheinlich unterschlägt. Darüber hinaus unterhält er ein Verhältnis zur alleinerziehenden Julia Beck, wofür er seine eigene Familie teils mit Schlafmitteln betäubt, um ungestört fremdgehen zu können. Er verfällt einem handgreiflichen Wutanfall, als seine Frau dies herausfindet.
Als Ballauf und Schenk Breitenbach verhaften wollen, sitzt er mit seiner sichtlich verstörten Familie bei einem Gesellschaftsspiel, um sich als gebrochener Mann die Illusion einer perfekten Familie aufrechtzuerhalten. Ob er auch Fellner ermordet hat, bleibt offen. Es wird lediglich impliziert, dass sie seinen illegalen Zahlungen langsam auf die Schliche gekommen war.
Die Folge endet mit Rainer Hildebrandt, der abends seiner Ex-Frau im Garten der Architekten-Villa auflauert und sie mit einem Golfschläger attackiert, nachdem sie keinen Zweifel daran gelassen hatte, das alleinige Sorgerecht für ihre Kinder einzuklagen.

## Hintergrund
Der Film wurde vom 12. März 2019 bis zum 11. April 2019 in Köln und Umgebung gedreht.

## Rezeption

### Kritiken
„Doch auch wenn einige Figuren in diesem "Tatort" schablonenhaft bleiben - wie Drehbuchautor Jürgen Werner, der Schöpfer des Dortmunder "Tatort"-Reviers, und Regisseurin Nina Wolfrum die Familien im Schwundstatus darstellen, das ist sehr zeitgemäß. Stark, wie hier die Milieus ineinander übergehen, wie die Geschlechterrollen offengehalten werden, ohne dass das gewollt wirkt.“

„Dem Ehepaar Hildebrandt […] ist über die Jahre aller Respekt voreinander flöten gegangen. Die beiden lassen den Zuschauer sehr deutlich nachempfinden, was passiert, wenn aus Liebe nicht, wie üblich, Gleichgültigkeit wird. Sondern Hass. Die Episode lebt von der Klasse solcher Darsteller und Darstellerinnen, und sie wird ausgerechnet da schwächer, wo sie in Traditionellem verfangen bleibt. Altbackene Dialoge der Kommissare, ewige Rumfahrerei mit dem Auto, und der Assistent Jütte […] ist so überdeutlich als schusselige Figur angelegt.“

### Einschaltquote
Die Erstausstrahlung von Niemals ohne mich am 22. März 2020 wurde in Deutschland von 10,88 Millionen Zuschauern gesehen und erreichte einen Marktanteil von 27,6 % für Das Erste.

## Trivia
Für ihre Dienstfahrten nutzen die beiden Hauptkommissare diesmal einen Chevrolet Suburban.